# گنکی هیراکاوا
گنکی هیراکاوا (ژاپنی: 平川 元樹؛ زادهٔ ۸ ژوئیهٔ ۱۹۹۶) یک بازیکن فوتبال اهل ژاپن است.
از باشگاه‌هایی که در آن بازی کرده‌است می‌توان به باشگاه فوتبال ایواته گرولا موریوکا اشاره کرد.